# Бенджамин, Тимоти
Ти́моти Дэ́вид Бе́нджамин (англ. Timothy David Benjamin; род. 2 мая 1982, Кардифф) — британский валлийский легкоатлет, спринтер. Выступал на крупных международных соревнованиях в период 1998—2009 годов, серебряный призёр чемпионата мира в помещении, обладатель серебряной медали чемпионата Европы, участник летних Олимпийских игр в Афинах.

## Биография
Тимоти Бенджамин родился 2 мая 1982 года в Кардиффе, Уэльс. Проходил подготовку в клубе Belgrave Harriers в Уимблдоне.
Изначально специализировался на дистанции 200 метров, в частности в этой дисциплине одержал победу на чемпионате мира среди юниоров 1999 года в Польше, однако со временем перешёл на 400 метров и оставался здесь на протяжении всей своей спортивной карьеры.
Впервые заявил о себе на взрослом международном уровне в сезоне 2002 года, когда выиграл чемпионат Великобритании по лёгкой атлетике, вошёл в состав британской национальной сборной и успешно выступил на Кубке Европы. Представлял Уэльс на Играх Федерации Содружества наций в Манчестере, где выиграл серебряную медаль в эстафете 4 × 400 м, уступив только команде Англии.
В 2003 году завоевал серебряную медаль на молодёжном чемпионате Европы в Быдгоще — на дистанции 400 метров его обогнал только француз Лесли Джон. На зимнем чемпионате мира в Бирмингеме выиграл бронзовую медаль в эстафете, уступив командам США и Ямайки (позже команду США дисквалифицировали из-за проваленного допинг-теста одного из бегунов, и британцы в связи с этим переместились в итоговом протоколе на вторую строку).
Благодаря череде удачных выступлений Бенджамин удостоился права защищать честь страны на летних Олимпийских играх 2004 года в Афинах — в итоге добрался до стадии полуфиналов в личном зачёте на 400 метров и занял пятое место в эстафете. Помимо этого, обогнал всех соперников на Кубке Европы в Польше.
После финской Олимпиады Тимоти Бенджамин остался в основном составе легкоатлетической команды Великобритании и продолжил принимать участие в крупнейших международных соревнованиях. Так, в 2005 году он финишировал пятым на мировом первенстве в Хельсинки и получил серебро на Всемирном легкоатлетическом финале в Монте-Карло.
В 2006 году побывал на европейском первенстве в Гётеборге, откуда привёз награду серебряного достоинства, выигранную в программе эстафеты 4 × 400 м. При этом в одиночных забегах на 400 метров показал в финале шестой результат. Вместе со своим партнёром по команде Рисом Уильямсом вернулся обратно в Кардифф, где продолжил подготовку под руководством именитого валлийского легкоатлета Колина Джексона.
Выступал на чемпионате мира 2007 года в Осаке, но пробиться в финал не смог, показав в полуфиналах время 46,17. В это время у Бенджамина уже накопилось несколько хронических травм, из-за них он вынужден был пропустить Олимпиаду в Пекине, а в 2009 году после победы на командном чемпионате Европы в Португалии объявил о завершении спортивной карьеры. Как он отмечал в интервью, в его состоянии это было бы слишком опрометчиво и самонадеянно, пытаться пройти отбор на следующие Олимпийские игры в Лондоне.

### Личная жизнь
С 2007 года женат на известной валлийской бегунье Натали Льюис. Его отец является уважаемым профессором Кардиффского университета, специалистом в области биологических наук.